# 蠔鬆生菜包
蠔鬆生菜包，又叫生菜蠔豉鬆，是中國廣東順德的特色小吃，主要材料是切碎炒香的蠔豉餡料以生菜包起。這道菜起源於農曆新年過後，廣東人的家庭中通常剩下不少吃剩的蠔豉和臘味，有順德人為免浪費食物，便想到將這些食材製成一道新菜式。
蠔鬆生菜包的做法是先將蠔豉和臘味切粒，用熱水浸一小段時間後沖冷水，然後混合沙葛粒和松子，下鑊大火快炒，加入小量蠔油調味，即製成蠔豉鬆。食用的時候可以將蠔豉鬆放進生菜葉上（可灑上檸檬汁和黑胡椒碎調味），包成生菜包。